# Међународни бијенале уметности минијатуре
Међународни бијенале уметности минијатуре (енгл. International Biennial of Miniature Art) у Горњем Милановцу је манифестација уметничких остварења на пољу минијатуре. Покрива све видове ликовног и примењеног стваралаштва, најстарија је манифестација минијатуре у Србији, и највећа и најсвеобухватнија манифестација уметности малог формата у свету.
Идеју о организовању бијенала је покренуо сликар Милан Милетић и у сарадњи са Удружењем ликовних и примењених уметника Горњег Милановца први бијенале је организован од 9. децембра 1989. до 9. јануара 1990. под називом Први бијенале југословенске минијатурне уметности. Од тада се одржава сваке друге године и до сада је одржан укупно 16 пута, а последњи 16. бијенале је одржан 2022. године.
Једини услов да би дело, које мора бити оригинално, могло да буде узето у разматрање од стране жирија је да може да се смести у коцку максималних димензија 10x10 cm и да је настало у последње две године у односу на годину одржавања бијенала. Селекцију радова врши Уметнички савет Бијенала.

## Историја
Идеју о организовању бијенала је покренуо сликар Милан Милетић, након што је учествовао на сличној манифестацији у Торонту, и у сарадњи са Удружењем ликовних и примењених уметника Горњег Милановца први бијенале је организован од 9. децембра 1989. до 9. јануара 1990. у Завичајном музеју под називом Први бијенале југословенске минијатурне уметности, а учествовало је више од 300 југословенских уметника. Од почетка су га подржали СО Горњи Милановац, Културни центар и бивше Дечје новине, као и бројна предузећа из Горњег Милановца. Друго бијенале минијатуре је одржано у пролеће 1992, а радови су излагани у Кући југословенско-норвешког пријатељства.
Од трећег издања 1994, које је одржано у Галерији Завичајног музеја, је добио међународни карактер уз учешће неколико иностраних уметника и поред санкција и тешких ратних времена, али је тек од Четвртог бијенала 1996. и званично постао Међународни бијенале, када је манифестација институционализована и профилисана, а организовао га је први пут самостално Музеј рудничко-таковског краја.
Организацију манифестације од Петог међународног бијенала 1998—1999. преузима Културни центар Горњи Милановац, а излагано је по први пут у Модерној галерији у згради Окружног начелства. Пето бијенале је отворено 24. октобра 1998. и завршено 24. марта 1999, што се поклапало са почетком НАТО агресије на СРЈ. На том бијеналу је главну награду Гран при по прву пут од оснивања освојио инострани уметник, А. Баласубраманиам из Индије. На Шестом бијеналу 2000—2001. Гран при по први пут добија инострана уметница, Вероника Штајнер из Аустрије. Следећи Седми бијенале 2003. одржан је такође по трећи пут заредом у Модерној галерији Културног центра.
Осми бијенале минијатуре, одржан од 29. октобра 2005. до 31. јануара 2006, је био последњи који се одржавао у јесењем и зимском термину на прелазу из једне у другу годину, јер се тај термин одржавања изложбе показао као лош, тако да се од Деветог бијенала изложба одржава у новом пролећном термину.
Јубиларни 10 Међународни бијенале минијатуре одржан је од 24. априла до 30. јуна 2010. и на њему су учествовала 619 аутора и 946 радова из 38 држава. Главни организатор, Културни центар Горњи Милановац, је такође тада прослављао 40 година од оснивања.
21. априла 2012. у Модерној галерији Културног центра је отворен 11. бијенале минијатуре и поставка је трајала до 30. јуна 2012. Радови на 11. бијеналу су били изложени у модерној и ликовној галерији Културног центра, као и у Музеју рудничко-таковског краја, док је у Дому културе у Горњем Милановцу у оквиру Минијатурног бијенала (пратеће/најавне манифестације за ученике основних и средњих школа) било изложено више од 1.200 радова.

## Освајачи Гран прија
Главну награду, Гран при, освајали су:
| Бијенале                               | Освајач                       | Категорија          | Рад                                          |
| -------------------------------------- | ----------------------------- | ------------------- | -------------------------------------------- |
| 1. бијенале (09.11.1989. - 09.01.1990) | Љубица Сокић (Србија)         | Сликарство          | Темпера на папиру, „Без назива“ ()           |
| 2. бијенале (23.05. - 28.06.1992)      | Милан Милетић (Србија)        | Сликарство          | Уље на платну, „Сам“ ()                      |
| 3. бијенале (24.09. - 24.10.1994)      | Божидар Дамјановски (Србија)  | Сликарство          | Рад у акрилу, „Битка са кентаурима“ ()       |
| 4. бијенале (21.09. - 21.11.1996)      | Драган Мојовић (Србија)       | Цртеж               | Цртеж оловком у боји, „Унедравање“ ()        |
| 5. бијенале (24.10.1998. - 24.03.1999) | А. Баласубраманиам (Индија)   | Графика             | Бакропис, „Уђи...“ ()                        |
| 6. бијенале (16.12.2000. - 16.04.2001) | Вероника Штајнер (Аустрија)   | Комбинована техника | Рад у комб. техници, „Књига“ ()              |
| 7. бијенале (25.10. - 25.11.2003)      | Жељка Момиров (Србија)        | Скулптура           | Скулптура у техници ливеног олова, „Град“ () |
| 8. бијенале (29.10.2005. - 31.01.2006) | Жељко Тоншић (Србија)         | Сликарство          | Уље, „Свако има свој начин“ ()               |
| 9. бијенале (20.04. - 27.06.2008)      | Аница Вучетић (Србија)        | Видео               | Видео, “Уочавање” ()                         |
| 10. бијенале (24.04. - 30.06.2010)     | Саша Марјановић (Србија)      | Цртеж               | Цртеж,                                       |
| 11. бијенале (21.04. - 30.06.2012.)    | Коста Богдановић (Србија)     | Скулптура           | Скулптура из циклуса „Византеме 1“           |
| 12. бијенале (21.04. - 30.06.2014.)    | Марко Тубић (Србија)          | Сликарство          | Обострана минијатура, „М“                    |
| 13. бијенале (16.04. - 06.2016.)       | Владан Мартиновић (Србија)    | Скулптура           | Бела коцка XXI, црна коцка                      |
| 14. бијенале (21.04. - 20.06.2018.)    | Марко Вукша (Србија)          | Скулптура           | Еманципована форма, Освајање простора        |
| 15. бијенале (06.06. - 31.08.2020.)    | Зоран Богдановић (Аустралија) | Скулптура           |                                              |
| 16. бијенале (21.04. - 01.07.2022.)    | Горан Деспотовски (Србија)    | Интермедија         | Зид 1 у 2                                    |

## Статистика
Број аутора и радова на свим бијеналима:
| Бијенале     | Број аутора | Страни аутори    | Број радова |
| ------------ | ----------- | ---------------- | ----------- |
| 1. бијенале  | 302         | –                | 587         |
| 2. бијенале  | 262         | –                | 395         |
| 3. бијенале  | 347         | –                | 552         |
| 4. бијенале  | 830         | 241 из 31 државе | 1140        |
| 5. бијенале  | 737         | 204 из 39 држава | 1095        |
| 6. бијенале  | 570         | 195 из 41 државе | 833         |
| 7. бијенале  | 519         | 136 из 37 држава | 829         |
| 8. бијенале  | 507         | 72 из 27 држава  | 769         |
| 9. бијенале  | 586         | ? из 37 држава   | 944         |
| 10. бијенале | 619         | ? из 38 држава   | 946         |
| 11. бијенале | 661         | ? из 41 државе   | 1.014       |
| 12. бијенале | 526         | ? из 28 држава   | 828         |
| 13. бијенале | 690         | ? из 40 држава   | 1020        |
| 14. бијенале | 322         | ? из ? држава    | 478         |
| 15. бијенале | 423         | ? из 27 држава   | 689         |
| 16. бијенале | 394         | ? из 25 држава   | 621         |

## Излагачке категорије и награде
Награде Бијенала су седам равноправних награда из свих категорија у рангу прве награде, а главна награда је Гран при. Уколико из одређене изложбене категорије нема довољан број пријављених радова, за њу се награда не додељује. Награде додељује међународни жири, а награде су новчане.
Излагачке категорије:
- Сликарство
- Графика
- Скулптура
- Цртеж
- Примењена уметност
- Фотографија
- Интермедија

Поред главних категорија, такође се додељују следеће награде:
- Награда за младог и перспективног уметника
- Специјална награда жирија

Од деветог бијенала уз главни део изложбе започета је пракса представљања селекција одређених уметничких средина, тако да су на 9-ом бијеналу биле селекције Шведске, Македоније, Аустрије и Румуније, на 10-ом Хрватске, Словеније, Норвешке, Немачке и Италије, а на 11-ом селекције Норвешке и Мексика.

## Правилник бијенала
За радове рађене у дводимензионалној техници дозвољена је максимална димензија 10x10 cm. Максималне спољне димензије, уколико постоје паспарту или рам, су 20x20 cm. Радови у три димензије имају максималну дозвољену величину од 10x10x10 cm. Уколико постоји постамент, максимална висина рада је 15 cm.

## Званични организатори
Званични организатори од настанка бијенала до данас били су:
- Први бијенале: Удружење ликовних и примењених уметника Горњег Милановца
- Други бијенале: Удружење ликовних и примењених уметника Горњег Милановца и Дечје новине
- Трећи бијенале: Удружење ликовних и примењених уметника Горњег Милановца и Музеј рудничко-таковског краја
- Четврти бијенале: Музеј рудничко-таковског краја
- Од Петог бијенала: Културни центар Горњи Милановац

Покровитељи манифестације су Општина Горњи Милановац, а од 2003. и Министарство културе Републике Србије.

## Изложбени простор
У досадашњим Бијеналима радови су били излагани у Модерној галерији Културног центра у згради Окружног начелства, Ликовној галерији Културног центра, Музеју рудничко-таковског краја, Дому културе у Горњем Милановцу и Кући југословенско-норвешког пријатељства (1992).